# ICレコーダー

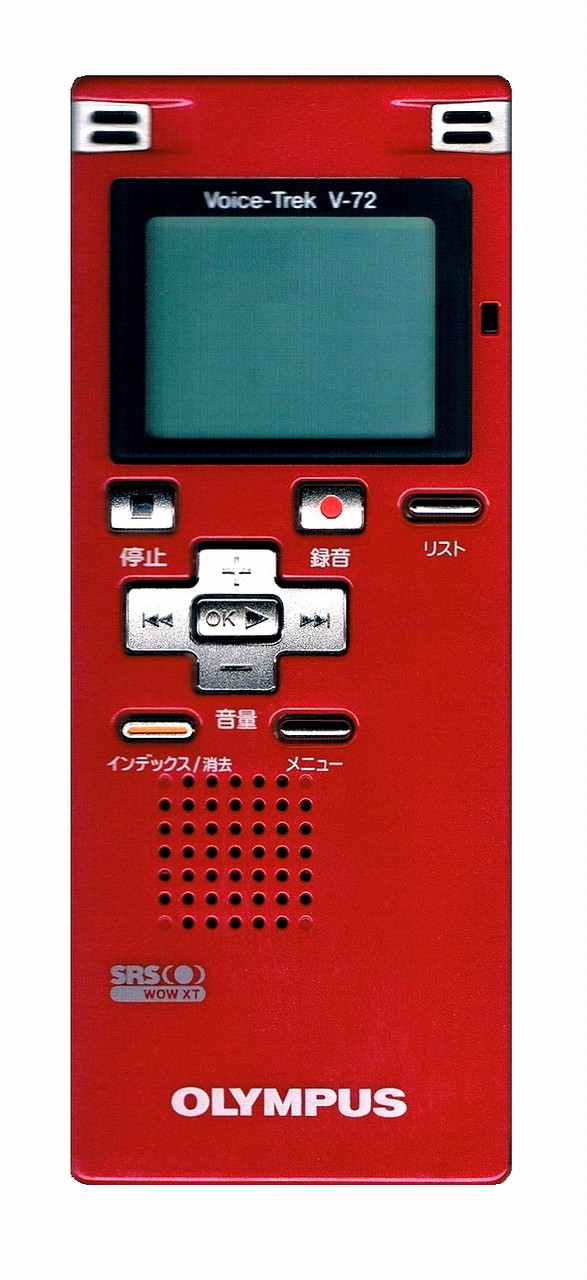
オリンパス V-72

ICレコーダー（アイシーレコーダー）とは、フラッシュメモリなどのIC（集積回路）に音声を記録する電子機器である。和製英語であり、英語ではdigital voice recorderと言う。

## 概要
ICレコーダーは、音声を電子的な信号に変換し、これを内蔵した半導体メモリ内にデータとして保存する装置で、マイクロフォンを内蔵していることが多く、1990年代より次第に利用者を増やしている。繰り返しや断片的な録音に向き、また近年の電子機器の高性能化・ダウンサイジングにより、小型軽量・大容量化が進んでいる。主として会議やインタビューなどの音声記録に利用されることから録音装置全般を指す「ボイスレコーダー」とも呼ばれることがあるが、航空機に搭載されるコックピットボイスレコーダー（CVR：→ブラックボックス (航空)）と混同される場合がある。メーカー各社はおおむねICレコーダーという表記をしている。ほかには「ボイスメモ」などとも呼ばれる。
この機器は、録音するだけでなく、単体で録音内容を再生する機能をも持っていることがほとんどである。音声再生に関していえば携帯音楽プレーヤーのデジタルオーディオプレーヤーに良く似た構造・機能を持っている事が多い。しかしその機器の用途からモノラル音声である事が多い。特に安価な機種だと出力自体がモノラルであるのにステレオイヤホン／ヘッドホンを利用できるといったカセットレコーダー全盛期の一部機種にあったようなものも存在する。利用形態に向くよう小型化された機器である以上、ステレオ録音で無駄に記憶容量を消費し録音可能な時間を減少させたり音質低下させざるを得なかったり、更にはコスト面の問題を招く事態を回避するため、また小さな筐体にマイクロフォンを2個取り付けるのはその用途から見ても無駄が多いためである。もっとも現在ではメモリーの大容量化も進み、また臨場感あふれる録音への消費者の要求もある事から、ステレオ録音に対応した機材も登場している。
なお、音楽再生を目的とするMP3プレーヤーの中には、このICレコーダーと同様の機能を備える多機能化製品も見られ、その一方でICレコーダーと目される製品中にも、音楽再生機能を持つなどしている製品も見られ、その境界は曖昧である。この他、携帯電話にも留守番電話機能の延長として、外部の音声を録音する機能を持つものも多い。また、過去にはPDAにも同様の機能を標準・ないしオプション機器の追加で備えるものもみられるところである。
古い製品では、それ一つで完結した製品として利用する物も多く、録音内容を取り出すにはICレコーダーのイヤホン端子からテープレコーダーに接続しダビングする必要があったが、パソコンの普及に伴って、USBで接続して中のデータを読み出したり、あるいはパソコンからデータを入れて再生させるなど、連携性を重視した機器が増えた。こうしたデータ交換が可能となったためモノラルイヤホン端子がステレオになり音楽再生もこなせるようなICレコーダーが圧倒的となった。また古い製品はフラッシュメモリーなどの記憶回路が組み込み式であったが、近年では様々な汎用メモリカードが発売されているため、これを利用する製品が主流である。ただし、安価な製品はその限りではない。
単体で再生が可能な機種には内蔵スピーカーを備えるものが多く、この辺りは主にイヤホンやヘッドホンないし外部のアンプ付きスピーカーを必要とするMP3プレーヤー等のデジタルオーディオプレーヤーとは大きく異なる。
多機能化製品ではラジオ放送の受信・録音機能を持つもの（実質的にラジカセやミニディスク搭載型の「ラジMD」から移行したもの）も見られ、タイマー機能を備え自動的・定期的にラジオ放送の語学教育番組を録音するのに特化した機種もある。

### 主な用途
この機器は、1938年に開発された磁気テープ、特に1962年に開発されたコンパクトカセットを最筆頭とし、ミニカセット、マイクロカセット、エルカセット、DAT、DCC、デジタルマイクロカセット（NT）などのその他磁気テープ録音機と比較すると、繰り返し録音・再生してもデジタルデータであるため劣化せず（ただしフラッシュメモリにはデジタルデータの頻繁な書き換えなどによる寿命がある）、モーターやギアなどの稼動部が無い事から、静音性と衝撃への強さにも優れている。
後にミニディスク（MD）が導入されたが、ポータブル型の録音可能なレコーダーは数も少なく、音声録音についてはMDが市場で一定の顧客層を獲得し始めた当時から、ICレコーダーも利用者を徐々に獲得していった。ポータブルMDレコーダーはマイク内蔵の簡素なレコーダーの方が音楽再生向けレコーダー（マイクは別接続）よりも高価だった。機械的なトラブルも少ないICレコーダーは会議や打ち合わせといった仕事上の活動、講演・講義などの録音やあるいは語学ヒアリングの録音といった学習・教育の場で、また報道でもしばしばインタビューなどの取材用に利用されている様子が見られる。また録音後にテープ起こしなどの二次利用をする場合にも、音声かデジタルデータであるため、コピーや転送が簡単に行える。
また、発想を思いついたまま発話し、どんどん吹き込んでいくなど、ペンやキーボードを必要としないメモ（口述筆記）として使ったり、人によっては、音声による日記として使用している人も少なくない。フィクションではあるが、テレビドラマ『佐々木夫妻の仁義なき戦い』では、数年来にわたり日々の感想をICレコーダーに吹き込んでいく使い方をする主人公の姿が描かれていた。また他にも、作曲家や作曲に興味のある人が、音楽のフレーズを突然思いついた時にそれを忘れない様に、歌って吹き込んでおき、後でスタジオや自宅に帰ってから打ち込みを行うという用途にも使われる。
また、道義的にいささか問題がある利用方法ではあるが、小型軽量で長時間駆動が可能な製品では、盗聴器の代替も果たす。なおそういった用途向けという訳でもなく本来は会議や談話ないし口述筆記といった用途向けと説明書に明記されていたりするが、物音を検出すると録音を開始する機能を持つ製品も見られる。
これらの用途において、特に繰り返しの録音・再生や、必要な部分だけを記録するような断片的録音を行いやすい・複数箇所で録音した断片的録音を呼び出しやすい（ランダムアクセス性に優れる）、インデックス付加や特定部分の消去などがしやすい点、これらを繰り返しても音声が劣化しないなどが評価されている。
大容量化に伴い、長い場合には数十時間に及ぶ録音が可能な機種もある。
操作性も重視されており、棒状の製品では握りしめてマイクロフォンのように差し出しても使えるよう、片手の一操作で録音操作が行えるようになっている。

## PCMレコーダー
PCMレコーダーもICレコーダーと同様の録音機器だが、こちらは音楽の生演奏や自然音などの高音質を要求される録音（データ化）に用いられる。メモリーカードまたはフラッシュメモリーに音声データを記録する点はICレコーダーと同じだが、音質を重視する設計になっているためICレコーダーに比べて本体がやや大きい点、音声信号を非可逆圧縮しないリニアPCM：WAVフォーマット（単にPCMフォーマットとも呼ばれる）で記録できる点が異なる。ただし、現在の多くのPCMレコーダーはADPCM・MP3など多数の非可逆圧縮形式に対応しているため、ICレコーダーのような使い方（音質を多少犠牲にしてでも長時間録音を行う）が可能である。
なお録音の際に非可逆圧縮を行わないことから、データ容量が大きくなるかわりに、圧縮時に記録されず除外されてしまう「こぼれ信号」が発生しない。このため、PCMレコーダーは、より録音品質に拘る・あるいは録音のチャンスが限られデータの忠実性を求められる録音の場合などに主に利用される。またこれらの機器は、本体にマイクロフォンが取り付けてある機種も多いが、外部にもマイクロフォンを接続でき、ステレオや多チャンネル録音（→マルチトラックレコーダー）にも対応して、より再現性の高いデータが収拾できるよう工夫されている。
2025年（令和7年）現在、新品として販売されている現行機種のPCMレコーダーのほとんどが最低でも96kHz/24bit以上のサンプリング周波数/量子化ビット数を持ったハイレゾ録再に対応している。

## 製品例
- ICレコーダー
  - ソニー - ICDシリーズ（後述するICD-SX1000/SX2000除く）※
  - 三洋電機 - Diply Talk
  - OMデジタルソリューションズ（旧・オリンパス映像事業部） - ボイストレックシリーズ（ただし、WS-882/883以降の製品はOM SYSTEMブランドのWSシリーズ）※
  - パナソニック - RR-XR/XS/US/RSシリーズ※
  - JVCケンウッド - XA-LMシリーズ（Victorブランド）、RD-Rシリーズ（JVCブランド）
  - タスカム（≒ティアック） VRシリーズ - VR-01※、VR-02※、VR-03※、VR-04※

- リニアPCMレコーダー
  - ソニー PCM-D/PCM-M/PCM-Aシリーズ、およびICD-SXシリーズ - PCM-D1☆、PCM-D50☆、PCM-A10※△(**)、PCM-M10☆、PCM-D100(D)(***)、PCM-D10※◎(**)、ICD-SX1000△(*)、ICD-SX2000△(*)
  - 三洋電機 Xacti - ICR-PS603RM、ICR-PS504RM、ICR-PS502RM、ICR-PS004M、ICR-XPS03MF、ICR-XPS01MF、ICR-PS605RM☆
  - ケンウッド（現・JVCケンウッド）Media Keg - MGR-E8☆、MGR-A7
  - ローランド R-09HR☆、R-26●、R-07※☆
  - OMデジタルソリューションズ LS/LS-Pシリーズ（LS-P4以前の製品はOLYMPUSブランド、LS-P5以降の製品はOM SYSTEMブランド） - LS-11☆、LS-10☆、LS-7☆、LS-20M★、LS-14☆、LS-100☆●、LS-P2☆、LS-P4(F)、LS-P5※(F)
  - ズーム - H1☆、H1n※☆、H2☆、H2n※☆、H4☆、H4n※☆、H5※●、H6※◆、Q2HD★、Q3HD★
  - タスカム（ティアック） DR/Portacaptureシリーズ - DR-1、DR-7、DR-07☆、DR-07MKⅡ☆、DR-07X※☆、DR-07XP※☆32bit、DR-22WL※☆、DR-40☆、DR-40X※☆、DR-44WL※☆、DR-100☆、DR-100MKⅡ☆、DR-100MKIII※◎、DR-08☆、DR-2d※☆、DR-05☆、DR-05JJ※☆[注 1]、DR-05X※☆、DR-05XP※☆32bit、DR-V1HD○、DR-60D●、DR-60DMKII※●、DR-70D※●、DR-680●、DR-680MKII※●*、DR-701D※◎、Portacapture X6※☆32bit、Portacapture X8※◎32bit
  - ヤマハ POCKETRAK - CX、 PR7☆
  - コルグ MR-2(D)

※の機種は2025年2月現在、現行機種、並びに新品で入手可能な機種。
斜字の機種は近日発売が予定されている機種。

(D)の機種はリニアPCM 24Bit／192KHzのハイサンプリング・ハイレゾリューション記録、および1bitDSD@2.8224 MHz(DSDIFF/WSD/DSF対応)記録にも対応。
◎32bitの機種はリニアPCM 32Bitフロート／192KHzのハイサンプリング・ハイレゾリューション記録に対応。
◎の機種はリニアPCM 24Bit／192KHzのハイサンプリング・ハイレゾリューション記録に対応。
△の機種はリニアPCM 24Bit／96KHzのハイサンプリング・ハイレゾリューション記録・再生、およびリニアPCM 24Bit／192KHzのハイサンプリング・ハイレゾリューション再生にも対応。
(F)の機種はリニアPCM、FLACを問わず24Bit／96KHzのハイサンプリング記録に対応。
(*)の機種はリニアPCM、およびMP3のほか、AAC-LC、WMAの各種ファイルの再生に対応。
(**)の機種はリニアPCM、およびMP3のほか、FLAC、およびAAC-LC、WMAの各種ファイルの再生に対応。
(***)の機種はDSD、およびリニアPCM、MP3のほか、FLAC、AAC-LC、WMAの各種ファイルの再生に対応。
☆の機種は16Bit／96KHz、および24Bit／96KHzのハイサンプリング記録に対応。
☆32bitの機種は32Bitフロート／96KHzのハイサンプリング記録に対応。
★の機種は16Bit／96KHz、および24Bit／96KHzのハイサンプリング記録に対応するほか、フルハイビジョン による動画撮影機能にも対応。
○の機種は16Bit／96KHz、および24Bit／96KHzのハイサンプリング記録に対応するほか、ハイビジョン による動画撮影機能にも対応。
●の機種は16Bit／96KHz、および24Bit／96KHzのハイサンプリング記録に対応するほか、4トラック同時録音にも対応。
●*の機種は16Bit／96KHz、および24Bit／96KHz、24Bit／192kHzのハイサンプリング記録に対応するほか、24Bit／192kHz時を除く6トラック同時録音にも対応。
◆の機種は16Bit／96KHz、および24Bit／96KHzのハイサンプリング記録に対応するほか、6トラック同時録音にも対応。

## ボイス形式
- ソニー
  - MSV (Memory Stick Voice File。 ADPCM, LPEC)
  - DVF (Digital Voice File。 LPEC)
  - ICS (Sony IC Recorder Sound File)
- アイワ
  - CVH (Micronas InterMetall Speech MI-SC4 ADPCM)
  - CVS (G.729)
- オリンパス/OMデジタルソリューションズ
  - DSS (Digital Speech Standard)
  - VAL (Voice Album file)
- パナソニック
  - VM1/PVC (ADPCM2, DSP Group Truespeech Triple Rate CODER, G.726)
- 東芝
  - DMR
  - DVR